# ¡Adiós amigos!
¡Adiós Amigos! es el decimocuarto y último álbum de estudio de la banda estadounidense de punk rock Ramones. Se publicó en 1995 por Radioactive Records. Dos años después de su anterior álbum (Acid Eaters), y con el fantasma de la definitiva disolución de la banda flotando en el ambiente, los Ramones se encierran en los estudios Baby Monster de Nueva York junto al productor y amigo Daniel Rey donde graban ¡Adiós Amigos!. Este último álbum es considerado uno de los mejores discos de su carrera y el único álbum con título en español.

## Grabación y lanzamiento
El álbum cuenta con canciones como «Making Monsters For My Friends» y «It's Not For Me to Know» las cuales originalmente fueron registradas por Dee Dee Ramone con su banda I.C.L.C para su álbum I Hates Freakes Like You y «The Crusher» el cual formó parte de la lista de canciones de Standing in the Spotlight, el primer álbum de Dee Dee en su corta etapa como rapero, así como las versiones de «I Don't Want to Grow Up» de Tom Waits y «I Love You» de Johnny Thunders. La versión japonesa del álbum cuenta con el tema extra «R.A.M.O.N.E.S.», originalmente registrada por Motörhead como un tributo a los Ramones en su álbum 1916. La versión americana del disco cuenta con la canción «Spider-Man» que aparece como pista oculta, la cual es levemente diferente a la misma canción que los Ramones originalmente grabaron para Saturday Morning: Cartoons' Greatest Hits, un álbum tributo. C.J. Ramone aparece como vocalista líder en las canciones dos, cuatro, ocho y diez, así como también en el tema extra «R.A.M.O.N.E.S.», Dee Dee Ramone aparece en «Born to Die in Berlin» cantando en alemán a través de un teléfono.
Muchas canciones de este álbum se realizan a un ritmo más lento debido a la vencida voz de Joey, un factor que la banda había reconocido años anteriores. Pero durante las presentaciones la banda tocaba rápido lo cual recibió algunas críticas negativas.
La portada del álbum es una versión digitalmente alterada de una pintura del artista Marcos Kostabi, llamada Enasaurs. La contraportada muestra a los integrantes de la banda atados y de espaldas antes de ser ejecutado por un pelotón de fusilamiento. El hombre mexicano sentado al lado de la banda es Monte Melnick, road manager de la banda durante mucho tiempo.
A pesar de la larga trayectoria de los Ramones sin entrar en las listas de sencillos, la canción que abre el álbum, «I Don't Want to Grow Up», trepó al puesto número 38 en la lista «modern rock» de Billboard.

## Lista de canciones
| Side one |                                 |                                        |          |  |
| N.º      | Título                          | Escritor(es)                           | Duración |  |
| 1.       | «I Don't Want to Grow Up»       | Tom Waits, Kathleen Brennan            | 2:46     |  |
| 2.       | «Makin Monsters for My Friends» | Dee Dee Ramone, Daniel Rey             | 2:35     |  |
| 3.       | «It's Not for Me to Know»       | Dee Dee Ramone, Daniel Rey             | 2:51     |  |
| 4.       | «The Crusher»                   | Dee Dee Ramone, Daniel Rey             | 2:27     |  |
| 5.       | «Life's a Gas- Tributo a T-Rex» | Joey Ramone                            | 3:34     |  |
| 6.       | «Take the Pain Away»            | Dee Dee Ramone, Daniel Rey             | 2:42     |  |
| 7.       | «I Love You»                    | Johnny Thunders                        | 2:21     |  |
| 8.       | «Cretin Family»                 | Dee Dee Ramone, Daniel Rey             | 2:09     |  |
| 9.       | «Have a Nice Day»               | Marky Ramone, Garrett James Uhlenbrock | 1:39     |  |
| 10.      | «Scattergun»                    | C.J. Ramone                            | 2:30     |  |
| 11.      | «Got A Lot to Say»              | C.J. Ramone                            | 1:41     |  |
| 12.      | «She Talks to Rainbows»         | Joey Ramone                            | 3:14     |  |
| 13.      | «Born to Die in Berlin»         | Dee Dee Ramone, John Carco             | 3:32     |  |

CD Bonus tracks

| CD Bonus tracks |                                                                              |                                     |          |  |
| N.º             | Título                                                                       | Escritor(es)                        | Duración |  |
| 14.             | «R.A.M.O.N.E.S.» (En la edición japonesa. C.J. Ramone como vocalista líder.) | Motörhead                           | 1:24     |  |
| 15.             | «Spider-Man» (En la edición de Estados Unidos.)                              | Paul Francis Webster, Robert Harris | 1:56     |  |

## Componentes del grupo
- Joey Ramone – Voz líder.
- Johnny Ramone – Guitarra.
- C. J. Ramone – Bajo y coros. Voz líder en temas 2, 4, 8 y 10.
- Marky Ramone – Batería.

## Listados

### Álbum
| Año  | Lista             | Posición |
| ---- | ----------------- | -------- |
| 1995 | The Billboard 200 | 148      |

### Sencillos
| Año  | Sencillo                  | Lista              | Posición |
| ---- | ------------------------- | ------------------ | -------- |
| 1995 | "I Don't Want To Grow up" | Modern Rock Tracks | 30       |